# Neve Yarak
Neve Yarak (tiếng Hebrew: נווה ירק) là một Moshav thuộc hạt Quận Trung, Israel. Neve Yarak thuộc thẩm quyền quản lý của Hội đồng vùng Drom HaSharon. Dân số tháng 12 năm 2012 là 1,322 người.